# صموئيل إل. هوارد
صموئيل إل. هوارد (بالإنجليزية: Samuel L. Howard)‏ هو ضابط أمريكي، ولد في 8 مارس 1891 في واشنطن العاصمة في الولايات المتحدة، وتوفي في 12 أكتوبر 1960.